# Tyler Johnson
Tyler Johnson, född 29 juli 1990, är en amerikansk professionell ishockeyspelare som spelar för Tampa Bay Lightning i NHL.
Han blev aldrig draftad av något NHL-lag.
10 juli 2017 skrev han som free agent på en sjuårig kontraktsförlängning med Lightning, värd 35 miljoner dollar.